# ジョナサン・ハイド
ジョナサン・ハイド（Jonathan Hyde, 1947年5月21日 - ）は、オーストラリア出身のイギリスの俳優。

## 来歴
クイーンズランド州ブリスベン生まれ。高校を卒業後、ロンドンにあるロイヤル・アカデミー・オブ・ドラマティック・アートへ入学して演技を学ぶ。後にロイヤル・シェイクスピア・カンパニーのメンバーとなる彼は、主にイギリスの舞台や映画、テレビドラマで活躍している。
1994年の『リッチー・リッチ』あたりから徐々にハリウッドの出演も増え始めて、アドベンチャー映画『ジュマンジ』でのロビン・ウィリアムズ演じるアラン・パリッシュの厳格な父親とゲームから登場した冷血なハンターの二役や、ジェームズ・キャメロン監督の大ヒット映画『タイタニック』での海運会社ホワイト・スター・ラインに実在したマネージメント・ディレクターのブルース・イズメイなどの演技で印象を残している。舞台でも多く活躍しており、『リア王』などを演じた。
2016年にはNHKスペシャルドラマ『ドラマ 東京裁判』でウィリアム・ウェブ判事役で主演する。

## 出演作品

### 映画
- Phoelix (1980)
- An Indecent Obsession (1985)
- カラヴァジオ Caravaggio (1986)
- Deadly Advice (1993)
- Being Human (1993)
- リッチー・リッチ Ri¢hie Ri¢h (1994)
- ジュマンジ Jumanji (1995) (父親役、ヴァン・ペルト役)
- アナコンダ Anaconda (1997)
- タイタニック Titanic (1997) (ブルース・イズメイ役)
- ハムナプトラ/失われた砂漠の都 The Mummy (1999)
- エイゼンシュテイン Eisenstein (2000)
- テイラー・オブ・パナマ The Tailor of Panama (2001)
- レジェンド・オブ・アロー/ロビン・フッドの娘 Princess of Thieves (2001)
- ザ・スナイパー The Contract (2006)
- ツタン・カーメンの秘宝 The Curse of King Tut's Tomb (2006)
- クリムゾン・ピーク Crimson Peak (2015)
- ブレス しあわせの呼吸 Breathe (2017)
- ブルータリスト The Brutalist (2024)

### テレビドラマ
- Supernatural (1977)
- The Professionals (1977)
- シャーロック・ホームズの冒険「第37話 瀕死の探偵」 Sherlock Holmes: The Dying Detective (1994)
- ヴァージン・ブレイド ジャンヌ・ダルクの真実 Joan of Arc (1999) (ベッドフォード公役)
- ダイノトピア Dinotopia (2002-2003)
- 刑事フォイル Foyle's War  (2013)
- ドラマ 東京裁判 (2016) （ウィリアム・ウェブ判事役)※NHKスペシャルドラマ
- ストレイン 沈黙のエクリプス The Strain (2014-2017)
- 英国スキャンダル〜セックスと陰謀のソープ事件 A Very English Scandal (2018)